# Biren Basnet
Biren Basnet (Punakha, 31 de diciembre de 1994) es un futbolista butanés que juega en la demarcación de centrocampista para el Thimphu City FC de la Liga Nacional de Bután.

## Selección nacional
Hizo su debut con la selección de fútbol de Bután el 14 de noviembre de 2012 en un encuentro amistoso contra Tailandia que finalizó con un resultado de 5-0 a favor del combinado tailandés tras los goles de Rattana Petch-Aporn, Napat Thamrongsupakorn y un triplete de Apipoo Suntornpanavech.

### Goles internacionales
| # | Fecha                | Estadio                                | Oponente | Gol | Resultado | Competición                                          |
| - | -------------------- | -------------------------------------- | -------- | --- | --------- | ---------------------------------------------------- |
| 1 | 8 de octubre de 2015 | Changlimithang Stadium, Thimphu, Bután | Maldivas | 3–4 | 3–4       | Clasificación para la Copa Mundial de Fútbol de 2018 |

## Clubes
| Club             | País  | Año         | Partidos | Goles |
| ---------------- | ----- | ----------- | -------- | ----- |
| Druk Star FC     | Bután | 2010 - 2011 | 22       | 6     |
| Ugyen Academy FC | Bután | 2011 - 2014 | 65       | 18    |
| Thimphu City FC  | Bután | 2014 - 2015 |          |       |
| Druk United FC   | Bután | 2015 - 2016 |          |       |
| Thimphu City FC  | Bután | 2016 - 2018 |          |       |
| Kerala United FC | India | 2018 - 2019 | 2        | 0     |
| Thimphu City FC  | Bután | 2019 -      |          |       |